# Preludi (Chopin)
I Preludi op. 28 di Fryderyk Chopin sono una raccolta di 24 composizioni per pianoforte scritte fra il 1831 e il 1839, una per ogni tonalità musicale, sia in modo maggiore che minore. Nonostante il termine preludio sia abitualmente utilizzato all'interno del sistema tonale occidentale per indicare una composizione con il compito di introdurne un'altra, più lunga e articolata, i 24 preludi chopiniani devono essere considerati e analizzati come opere a sé stanti.
Oltre all'op. 28 Chopin scrisse altri due preludi; uno in La bemolle maggiore, pubblicato solo nel 1918, risalente al 10 luglio 1834 e dedicato a Pierre Wolff; l'altro, più noto, in Do diesis minore op. 45, composto nell'agosto 1841 e dedicato alla Principessa Tchernischeff.

## Storia
Fryderyk Chopin scrisse i Preludi dell'op. 28 tra il 1831 e il 1839; alcuni di questi furono composti integralmente durante il suo soggiorno a Valldemossa, una località vicina a Palma di Maiorca, dove il compositore si recò, fra il novembre del 1838 e il febbraio 1839, insieme alla compagna George Sand per motivi di salute; la coppia era alla ricerca di un clima salutare, rispetto alla piovosa Parigi, per tentare di contrastare la tubercolosi polmonare di cui il compositore soffriva. Durante questo periodo il musicista revisionò e corresse gli altri preludi da lui scritti precedentemente. Il musicista, prima di partire, aveva chiesto all'amico Camille Pleyel di inviargli sull'isola un pianoforte; lo strumento tardò ad arrivare e Chopin fu costretto ad affittarne uno, di scarsa qualità, pur di poter continuare a comporre e a terminare la scrittura dei suoi Preludi. Appena completati i brani vennero spediti a Julian Fontana per la copiatura; le trattative per la pubblicazione furono piuttosto laboriose, anche perché Chopin, ancora sofferente, facendo sosta a Marsiglia prima di rientrare a Parigi, non riuscì a seguire le trattative. Quando il compositore arrivò finalmente a Parigi, i 24 preludi furono acquistati da Pleyel e in seguito stampati da Adolphe Catelin a Parigi nel mese di giugno, poi presso l'editore Wessel a Londra e da Breitkopf & Härtel a Lipsia, sempre nel 1839.
Non vi è una data certa della prima esecuzione dei Preludi, né si sa se furono eseguiti tutti insieme o a gruppi. Chopin li suonò sicuramente nell'ottobre del 1839 in una serata di fronte a Moscheles e a Meyerbeer suscitando la loro ammirazione. A partire dall'inizio del ventesimo secolo i Preludi di Chopin sono diventati un vero e proprio standard per i pianisti, come dimostra la lunga serie di registrazioni dell'opera a partire dal 1926, con un'incisione di Alfred Cortot.

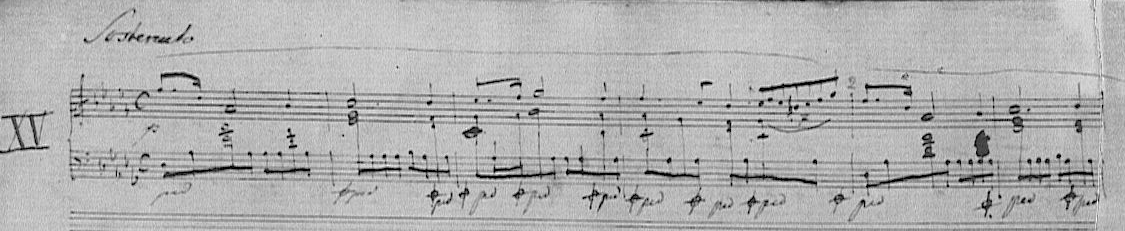
La prima pagina autografa del Preludio numero 15, in Re bemolle Maggiore

## Reazioni nel mondo musicale
I Preludi di Chopin furono spesso, nel corso degli anni e dei secoli a venire, indicati come "degni successori" dei 24 Preludi per Il clavicembalo ben temperato di Johann Sebastian Bach, anch'essi composti in modo da averne uno per ogni tonalità (la differenza sostanziale vede l'opera di Bach strutturata in 2 libri di 24 preludi e ventiquattro fughe ciascuno, mentre Chopin non offre una prosecuzione ai suoi preludi).
La pubblicazione dei Preludi provocò molto scalpore nell'ambiente musicale dell'epoca, principalmente per due motivi: da una parte, Chopin sfidava qualsiasi regola classica, votando le sue creazioni a una mancanza di forma evidente, e dall'altra, derogava alle convenzioni del periodo per la breve durata delle composizioni contenute nell'opera 28 (basti considerare come nessun preludio sia più corto di 13 battute, ma contemporaneamente nessuno superi le 89 battute di lunghezza). Robert Schumann, con acutezza, pur considerando "strani" i Preludi, scrive nei suoi saggi critici: "sono schizzi, principi di studio o, se si vuole, rovine, penne d'aquila, tutto disposto selvaggiamente e alla rinfusa. Ma in ciascuno dei pezzi sta scritto con delicata miniatura perlacea: "lo scrisse Chopin"; lo si riconosce dalle pause e dal respiro impetuoso. Egli è e rimane il genio poetico più ardito e più fiero del tempo". Franz Liszt che ammirava molto Chopin, scrisse in seguito: "...i Preludi resteranno esempi di perfezione in un genere da lui creato e metteranno in luce, come tutte le sue opere, il carattere del suo genio poetico".
In una dettagliata analisi, il musicologo Anatole Leikin mette in evidenza una serie di citazioni e temi nascosti incentrati sulla sequenza del Dies Irae, la sequenza medioevale della messa da requiem. Così facendo lo studioso sottolinea la concezione unitaria della raccolta che si presenta come una profonda meditazione sul tema della morte. In questa ottica i Preludi sarebbero concepiti in coppie (il primo con il secondo, il terzo con il quarto e così via) dove il primo farebbe da "preludio" al secondo.
Questo lavoro chopiniano aprirà la strada ad altri compositori, in primo luogo a Claude Debussy che, con le sue due raccolte dei Préludes, si riallacciò alle realizzazioni del musicista polacco creando composizioni non più legate alla tonalità e che rifuggono da ogni classificazione formale.. Rachmaninov, in seguito, riprese, con le sue due serie di Preludi, op. 23 e op. 32, la scrittura in tutte le tonalità maggiori e minori.

## I Preludi op. 28
1. Do maggiore, Agitato
2. La minore, Lento
3. Sol maggiore, Vivace
4. Mi minore, Largo
5. Re maggiore, Allegro Molto
6. Si minore, Lento Assai
7. La maggiore, Andantino
8. Fa diesis minore, Molto Agitato
9. Mi maggiore, Largo
10. Do diesis minore, Allegro Molto
11. Si maggiore, Vivace
12. Sol diesis minore, Presto
13. Fa diesis maggiore, Lento
14. Mi bemolle minore, Allegro
15. Re bemolle maggiore, Sostenuto

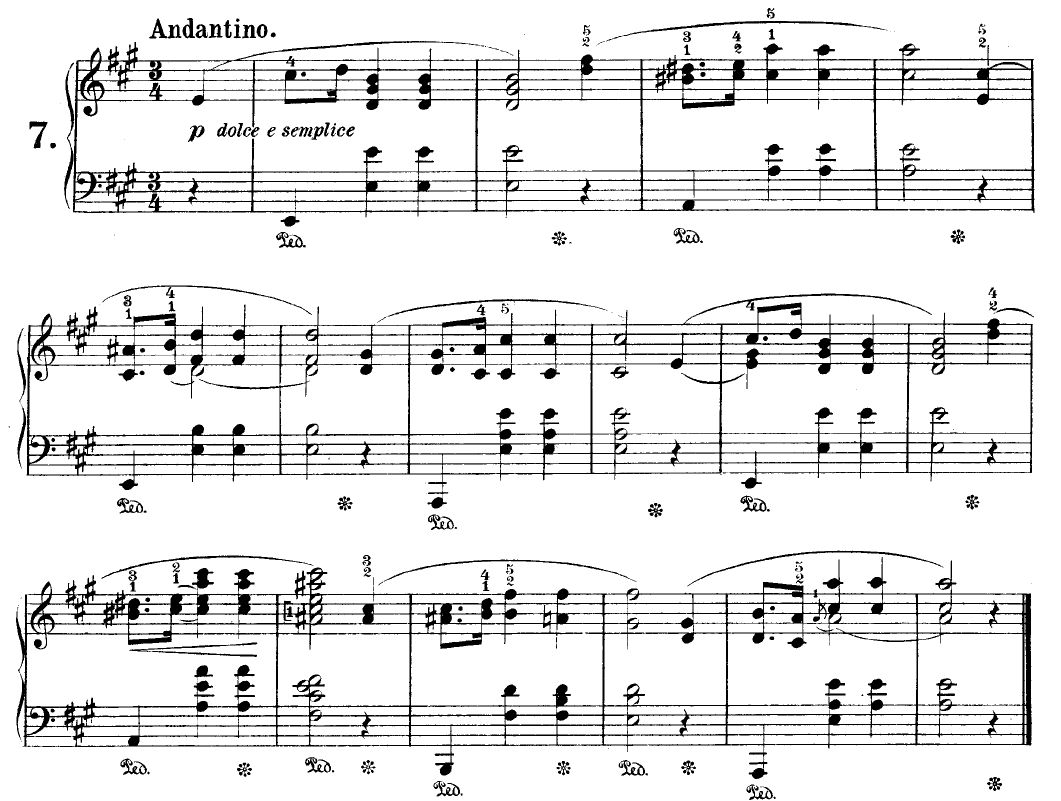
Preludio op. 28 n. 7

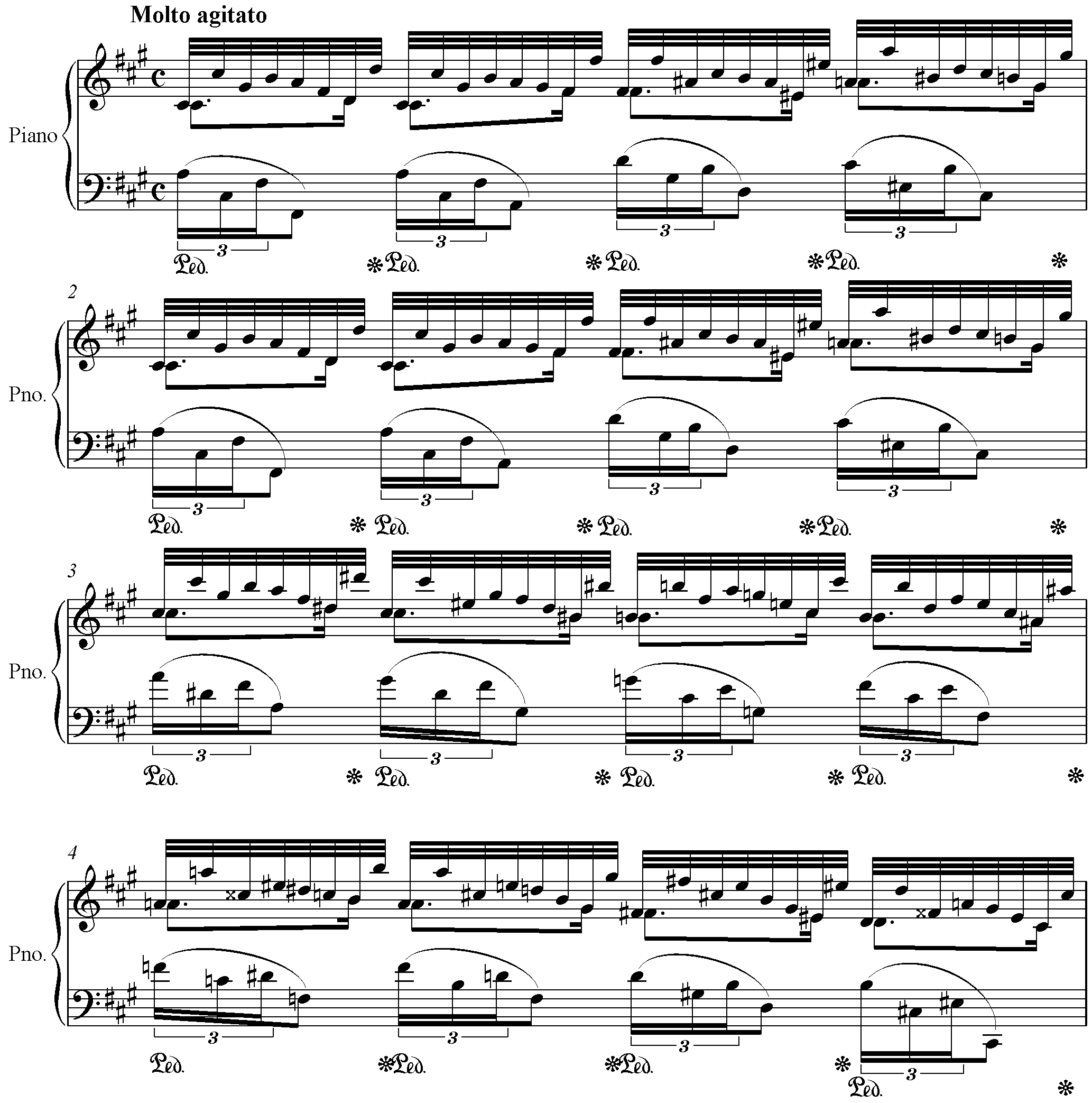
Preludio op. 28 n.8

16. Si bemolle minore, Presto, con fuoco
17. La bemolle maggiore, Allegretto
18. Fa minore, Allegro Molto
19. Mi bemolle maggiore, Vivace
20. Do minore, Largo
21. Si bemolle maggiore, Cantabile
22. Sol minore, Molto Agitato
23. Fa maggiore, Moderato
24. Re minore, Allegro Appassionato